# انتفاضة اليعاقبة 1689
انتفاضة اليعاقبة عام 1689 هي ثورة سعت إلى استعادة جيمس الثاني والسابع، بعد خلعه في نوفمبر 1688. عُرف أتباع آل ستيوارت المنفي باسم اليعاقبة، من يعقوب، واللاتينية من جيمس، والحركة السياسية المرتبطة بها باليعقوبية.
كانت جزءًا من الصراع الأوروبي الأوسع المعروف باسم حرب التسع سنوات، انطلقت الانتفاضة الإسكتلندية لدعم الحرب الوليمية بين عامي 1689 و1691 في أيرلندا. رغم الانتصار في كيليكرانكي في يوليو 1689، إلا أن وفاة الزعيم اليعقوبي جون غراهام، الفيسكونت الدوندي الأول ونقص الإمدادات حد من الانتفاضة الإسكتلندية. انتهى العمل العسكري الكبير في مايو 1690، على الرغم من أن الانتفاضة لم تتوقف أخيرًا حتى فبراير 1692، وانتهت بمذبحة غلينكو.
كانت الانتفاضة الأولى في سلسلة من التمردات والمؤامرات اليعقوبية التي استمرت حتى منتصف القرن الثامن عشر.

## خلفية
في فبراير 1685، وصل الكاثوليكي جيمس الثاني والسابع إلى السلطة بدعم واسع النطاق في جميع الممالك الثلاث. في أيرلندا ذات الغالبية الكاثوليكية، كان يُؤمل أن يعكس جيمس الثاني والسابع مصادرة الأراضي والقيود المفروضة على قدرة الكاثوليك على تولي المناصب. بينما بالنسبة للبروتستانت، كانت حروب الممالك الثلاث من 1638 إلى 1651 تعني أن الكثيرين في كل من إنجلترا واسكتلندا يخشون من عواقب تجاوز «الوريث الطبيعي». أدت الرغبة في الاستقرار إلى الانهيار السريع لاثنين من الانتفاضات البروتستانتية في يونيو 1685، وتمرد مونماوث في إنجلترا، وانتفاضة أرجيل في اسكتلندا.
جعلت قوانين الخلافة والاختبار الإسكتلندية لعام 1681 طاعة الملك التزامًا قانونيًا، بصرف النظر عن الدين؛ في المقابل، أقسم جيمس على التمسك بأولوية كنيسة اسكتلندا أو كيرك. بحلول عام 1680، كان أكثر من 95 بالمئة من الأسكتلنديين أعضاء في الكرك؛ كان عدد الكاثوليك أقل من 2% من السكان وحتى الطوائف البروتستانتية الأخرى حُظرت. أدت محاولات إلغاء قانون الاختبار الإسكتلندي إلى تقويض مؤيدي جيمس المعتدلين، مع مكافأة المنشقين المشيخيين الذين دعموا أرجيل عام 1685.
أدى التصور أن جيمس كان على استعداد لتجاهل التزاماته وقسم التتويج وأنصاره إلى تقويض موقفه في اسكتلندا بشكل خطير. في أكتوبر 1685، أجبِر نحو 200 ألف من البروتستانت الفرنسيين على النفي بموجب مرسوم فونتينبلو، بينما هدد التوسع الفرنسي في عهد لويس الرابع عشر جمهورية هولندا البروتستانتية. أدت العلاقات الاقتصادية والثقافية الوثيقة بين اسكتلندا وزملائها من الكالفينيين في فرنسا وهولندا إلى تفاقم المخاوف من تهديد أوروبا البروتستانتية من قبل الإصلاح الكاثوليكي المضاد.
في يونيو 1688، حوّل حدثان المعارضة إلى أزمة. الأول كان ولادة جيمس فرانسيس إدوارد في 10 يونيو، ما أوجد احتمال وجود سلالة كاثوليكية، بدلًا من أن يخلف جيمس ابنته البروتستانتية ماري وزوجها ويليام الهولندي. والثاني هو محاكمة الأساقفة السبعة، والتي بدت وكأنها تجاوزت التسامح مع الكاثوليكية إلى هجوم على كنيسة إنجلترا. بدا أن هذا هدد أيضًا الكرك، ودمرت تبرئتهم في 30 يونيو سلطة جيمس السياسية في كل من اسكتلندا وإنجلترا.
قبل عام 1685، خشي الكثير من الحرب الأهلية إذا جرى تجاوز جيمس؛ بحلول عام 1688، بدا أن خلعه فقط هو الذي يمكن أن يمنع الحرب. بدت الحرب مع فرنسا وشيكة، ما جعل ويليام حريصًا على تأمين الموارد الإنجليزية؛ في يوليو، تلقى تأكيدات بالدعم للتدخل المسلح من جميع أنحاء الطبقة السياسية الإنجليزية، بما في ذلك أولئك الذين دعموا جيمس سابقًا. بدأت حرب التسع سنوات في سبتمبر وفي 5 نوفمبر، نزل ويليام في بريكسهام مع 14 ألف رجل. مع تقدمه، هرب الكثير من الجيش الملكي وذهب جيمس إلى المنفى في 23 ديسمبر. في فبراير، عيّن برلمان إنجلترا وليام وماري ملوكًا مشتركين لإنجلترا.